# Consell comunal de Bettembourg
El consell comunal de Bettembourg (francès: Conseil communal de Bettembourg) és el consell local de la comuna de Bettembourg, al sud de Luxemburg.
És constituït per tretzet membres, elegits cada sis anys per representació proporcional. Les darreres eleccions foren el 9 d'octubre de 2005, resultant en la victòria del Partit Socialista dels Treballadors (LSAP). Al collège échevinal, el Partit Socialista dels Treballadors, com a partit més representat, està liderat per l'alcalde del mateix partit Roby Biwer.
| Partit                      | Partit                                    | Escons | Consellers |
| --------------------------- | ----------------------------------------- | ------ | --- |
|                             | Partit Socialista dels Treballadors (PST) | 8      | René Birgen, Roby Biwer, Fränz D'Onghia, Claude Fournel, Guy Frantzen, Sylvie Jansa, Jeannot Michely, Gast Molling |
|                             | Partit Popular Social Cristià (PPSC)      | 3      | Arthur Besch, Christine Doerner, Laurent Zeimet                                                                    |
|                             | Partit Democràtic (PD)                    | 1      | Josée Lorsche |
|                             | Els Verds                                 | 1      | Josée Lorsche |
| Font:Commune of Bettembourg |                                           |        | |